# Mount Gilead (Ohio)
Mount Gilead – wieś w Stanach Zjednoczonych, w stanie Ohio, siedziba administracyjna hrabstwa Morrow.